# Тулку
Тулку (від тиб. སྤྲུལ་སྐུ — ту́лку; санскр. निर्माणकाय — нірманакая; монг. хувилгаан — хубілга́н — «феноменальне тіло») — термін, який вживається в тибетському буддизмі для певного лами високого класу, яким, наприклад, є Далай-лама, який може обирати місце свого наступного переродження.
Зазвичай лама перероджується людиною тієї ж статі, що і його попередник. Хоча, обговорюючи свого наступника, Далай-лама не виключив можливості переродитися жінкою, якщо це виявиться кориснішим. Також Далай-лама у відповідь на висловлювання про те, що людям більше не потрібен буде інститут Далай-лам після його смерті, відповів, що він може також переродитися комахою або твариною. На відміну від тулку, усі інші живі істоти, включаючи інших лам, не мають можливості вибирати місце свого наступного переродження.
Окрім можливості вгадати, ким тулку переродяться в наступному житті, вони також можуть перед смертю з великою точністю визначити місце свого наступного народження, інколи розповідаючи про своїх майбутніх батьків, те, як виглядатиме їх будинок тощо. Якщо таких деталей бракує, монахи, на яких покладено обов'язок з'ясувати, де знаходиться наступна реінкарнація, звертаються до астролога лами-тулку за вказівками.
На сьогодні у нашому світі визнано понад дві тисячі тулку, хоча в Тибеті до введення на його територію китайських військ їх було декілька тисяч. Кожен тулку має свою власну індивідуальну лінію перероджень. До прикладу, Чотирнадцятий Далай-лама вважається реінкарнацією попередніх тринадцяти Далай-лам Тибету, які в свою чергу вважаються еманацією Авалокітешвари, або Чернезінга, Бодхісаттви Співчуття, утримувач Білого Лотоса. Переважна більшість тулку (як і лам) є чоловіками, хоча дехто з них — жінки.
Лінії реінкарнацій тулку не варто плутати з лінією Буддійський майстрів і їхніх послідовників, які отримували усну передачу певних Буддійських вчень і духовних практик із покоління у покоління.

## Найменування та етимологія
Термін "Тулку" є перекладом санскритського філософського терміна "нірманакая". Відповідно до буддійської філософської системи "трикая" трьох тіл Будди, нірманакая є "тілом" Будди в сенсі тіла і свідомості (від санскр. nāmarūpa). Тому Сідгартха Гауттама, історичний Будда, є прикладом нірманакаї. У контексті Тибетського Буддизму, тулку є проявом просвітлених буддійських мастерів загалом.